# Język narak
Język narak – język papuaski z prowincji Jiwaka w Papui-Nowej Gwinei, jeden z języków jimi. Według danych z 2000 r. posługuje się nim ponad 6 tys. osób.
Blisko spokrewniony z językiem kandawo, czasem narak i kandawo rozpatruje się jako dialekty jednego języka.
W użyciu są też języki angielski i tok pisin.
Jest zapisywany alfabetem łacińskim. Poświęcono mu słownik: Narak-Yingglis Diksaneriy (2019, wyd. popr. 2021) .